# Molophilus multicurvatus
Molophilus multicurvatus là một loài ruồi trong họ Limoniidae. Chúng phân bố ở miền Australasia.